# Petelia metaspila
Petelia metaspila là một loài bướm đêm trong họ Geometridae.